# Coupe du Portugal de football 2014-2015
Navigation
Coupe du Portugal de football 2013-2014 Coupe du Portugal de football 2015-2016
La Coupe du Portugal de football 2014-2015 ou Taça de Portugal 2014-2015, en portugais, est la 75e édition de la Coupe du Portugal de football.
Elle est disputée par 135 équipes :
- 18 clubs de Liga Zon Sagres (première division),
- 18 clubs de Liga2 Cabovisão (deuxième division),
- 79 clubs du Campeonato Nacional de Seniores (troisième division),
- 20 clubs vainqueurs de la Coupe de chacun des Districts continentaux.

Note : les équipes "B" ne participent pas à la Coupe du Portugal.
La finale est jouée à l'Estádio Nacional do Jamor.

## Huitièmes de finale
| Date             | Locaux               | Score          | Visiteurs                    |
| ---------------- | -------------------- | -------------- | ---------------------------- |
| 16 décembre 2014 | Belenenses           | 2 - 0          | Freamunde (Liga2)            |
| 17 décembre 2014 | Gil Vicente          | 2 - 1          | Penafiel                     |
| 17 décembre 2014 | Nacional             | 2 - 1          | Santa Maria FC (Cn Seniores) |
| 17 décembre 2014 | Marítimo             | 1 - 1 9 - 8tab | Oriental(Liga2)              |
| 17 décembre 2014 | Rio Ave              | 2 - 0          | Chaves(Liga2)                |
| 17 décembre 2014 | Paços de Ferreira    | 1 - 2          | Famalicão (Cn Seniores)      |
| 17 décembre 2014 | Vizela (CN Seniores) | 2 - 3          | Sporting CP                  |
| 18 décembre 2014 | Benfica              | 1 - 2          | Braga                        |

## Quarts de finale
| Date           | Locaux      | Score              | Visiteurs               |
| -------------- | ----------- | ------------------ | ----------------------- |
| 6 janvier 2015 | Rio Ave     | 5 - 2              | Gil Vicente             |
| 7 janvier 2015 | Braga       | 7 - 1              | Belenenses              |
| 7 janvier 2015 | Sporting CP | 4 - 0              | Famalicão (CN Seniores) |
| 8 janvier 2015 | Marítimo    | 1 - 1ap (5 - 6)tab | Nacional                |

## Demi-finales
| Jeudi 5 mars 2015 | Nacional                          | 2 - 2   | Sporting CP                             | Stade de Madère                               |                                               |
|                   | Luís Aurélio 50e · Lucas João 59e | (0 - 0) | 55e Tobias Figueiredo · 83e Carlos Mané | Spectateurs : 2 500 Arbitrage : Carlos Xistra | Spectateurs : 2 500 Arbitrage : Carlos Xistra |
|                   | Rapport                           |         |                                         | Spectateurs : 2 500 Arbitrage : Carlos Xistra | Spectateurs : 2 500 Arbitrage : Carlos Xistra |

| Mercredi 8 avril 2015 | Sporting CP | 1 - 0   | Nacional | Estádio José Alvalade XXI                    |                                              |
|                       | Ewerton 85e | (0 - 0) |          | Spectateurs : 16 315 Arbitrage : Hugo Miguel | Spectateurs : 16 315 Arbitrage : Hugo Miguel |
|                       | Rapport     |         |          | Spectateurs : 16 315 Arbitrage : Hugo Miguel | Spectateurs : 16 315 Arbitrage : Hugo Miguel |

| Mardi 7 avril 2015 | Braga               | 3 - 0   | Rio Ave | Stade municipal de Braga                    |                                             |
|                    | Zé Luís 16e 27e 51e | (2 - 0) |         | Spectateurs : 7 665 Arbitrage : Jorge Sousa | Spectateurs : 7 665 Arbitrage : Jorge Sousa |
|                    | Rapport             |         |         | Spectateurs : 7 665 Arbitrage : Jorge Sousa | Spectateurs : 7 665 Arbitrage : Jorge Sousa |

| Jeudi 30 avril 2015 | Rio Ave           | 1 - 1   | Braga    | Estádio do Rio Ave FC    |                          |
|                     | William Jebor 48e | (0 - 1) | 43e Éder | Arbitrage : Duarte Gomes | Arbitrage : Duarte Gomes |
|                     | Rapport           |         |          | Arbitrage : Duarte Gomes | Arbitrage : Duarte Gomes |

## Finale
| Dimanche 31 mai 2015          | Sporting CP                       | 2 - 2 ap                                  | Braga                     | Estádio Nacional do Jamor |  |
|                               | Slimani 84e · Fredy Montero 90+3e | (0 - 2)                                   | 16e Éder · 25e Rafa Silva |                           |  |
| Adrien Silva · Nani · Slimani | Tirs au but 3 - 1                 | Alan · André Pinto · Éder · Salvador Agra |                           |                           |  |